# Marith Vanhove
Marith Vanhove (7 maart 2003) is een Belgische wielrenster. Vanaf 2025 rijdt ze voor de opleidingsploeg van AG Insurance-Soudal.

## Carrière
Bij de junioren werd Vanhove Belgisch kampioen in het strandracen, op de weg en op de baan. Op de baan werd ze tevens Europees kampioen bij de junioren in de koppelkoers en de 500m tijdrit. In 2022 werd ze bij de elite Belgisch kampioen in de scratch.

## Palmares

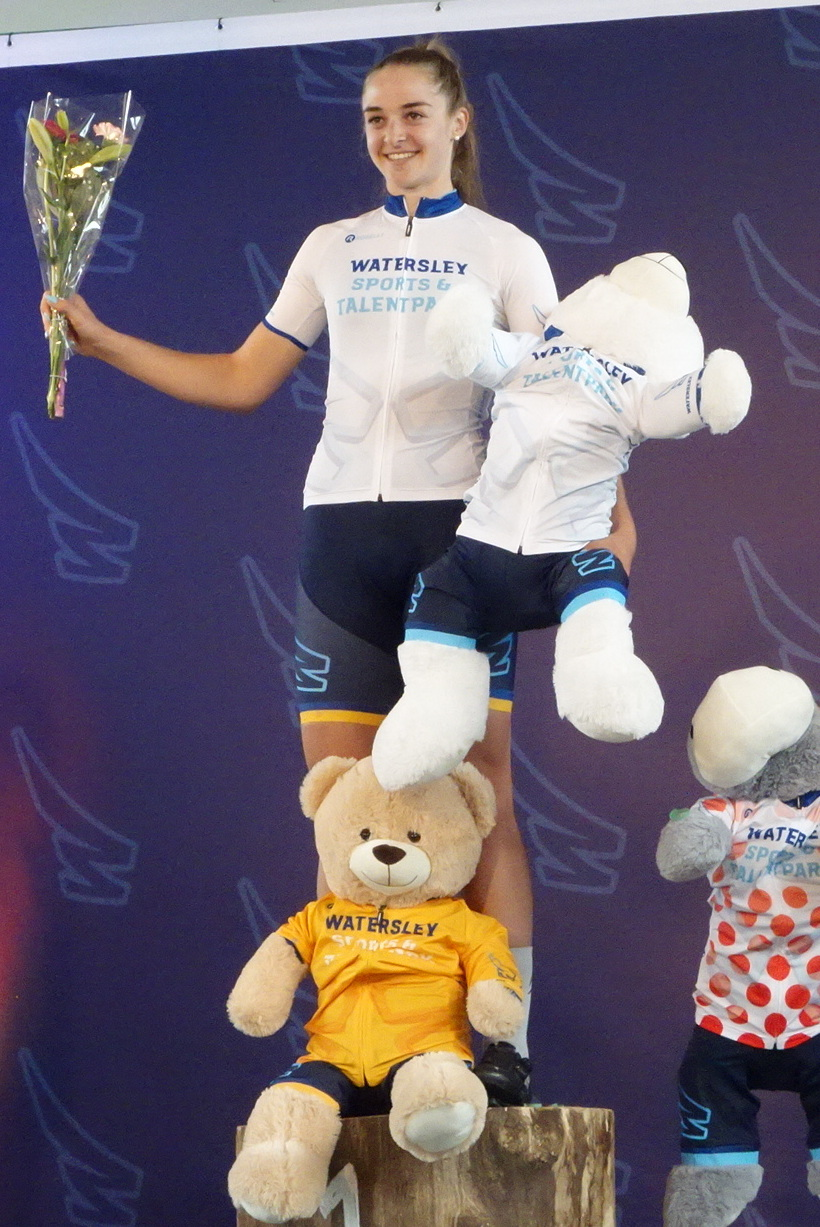
Marith Vanhove won het eindklassement van de Watersley Ladies Challenge 2020.

### Op de weg
2020
 Europees kampioenschap op de weg, junior
 Belgisch kampioenschap op de weg, junior
Eindklassement Watersley Ladies Challenge, junior
2e etappe
2021
 Belgisch kampioen op de weg, junior
 Belgisch kampioenschap tijdrijden, junior
Puntenklassement Ronde van Gévaudan Occitanie
2024
Tielt

#### Resultaten in voornaamste wedstrijden
| Jaar | Ronde van Italië | Ronde van Frankrijk | Ronde van Spanje |
| ---- | ---------------- | ------------------- | ---------------- |
| 2022 |                  |                     |                  |
| 2023 |                  |                     |                  |
| 2024 |                  |                     | opgave           |
| 2025 |                  |                     |                  |

| Jaar | Ronde van Vlaanderen | Parijs-Roubaix | Nokere Koerse | Classic Brugge-De Panne | Scheldeprijs |
| ---- | -------------------- | -------------- | ------------- | ----------------------- | ------------ |
| 2022 |                      |                | 68e           | opgave                  | 111e         |
| 2023 | opgave               | 80e            | 41e           | 68e                     | 17e          |
| 2024 |                      | buit.tijd      | 14e           | 80e                     | 33e          |
| 2025 |                      |                | 55e           |                         | 8e           |

#### Resultaten in overige rondes
| Jaar | RideLondon Classique | Simac Ladies Tour | Lotto Belgium Tour |
| ---- | -------------------- | ----------------- | ------------------ |
| 2022 |                      |                   | 42e                |
| 2023 | 63e                  | opgave            |                    |
| 2024 |                      |                   |                    |

### Strandrace
2018
 Belgisch kampioen strandrace, junior

## Ploegen
- 2023 –  Parkhotel Valkenburg
- 2024 –  VolkerWessels
- 2025 –  AG Insurance-Soudal NXTG

Van Bokhoven · Bos · Bredewold · Frain (vanaf 6/7) · De Gast · Gerritse · Van Haaften · De Jong (tot 15/7) · Limpens · Markus · Nooijen · A. van Rooijen · S. van Rooijen · Schoens · Vanhove · Van der Wolf · Wyllie (vanaf 12/8)
Van Bokhoven · Frain · Gerritse · Van Haaften · Van Helvoirt · Knijnenburg (vanaf 1/8) · Limpens · Molenaar · Nooijen · Poland · A. van Rooijen · S. van Rooijen · Schoens · Souren · Vanhove · Vanpachtenbeke · Van der Wolf (tot 17/5)
Beuling · Van Bokhoven · Demey · Dijkstra · Van Helvoirt · Jansen · Knijnenburg · Meert · Molenaar · Poland · A. van Rooijen · S. van Rooijen · Schoens · Souren · Stultiens · Vanhove · Vanpachtenbeke · Wisse (stagiair)